# Странствующий подмастерье

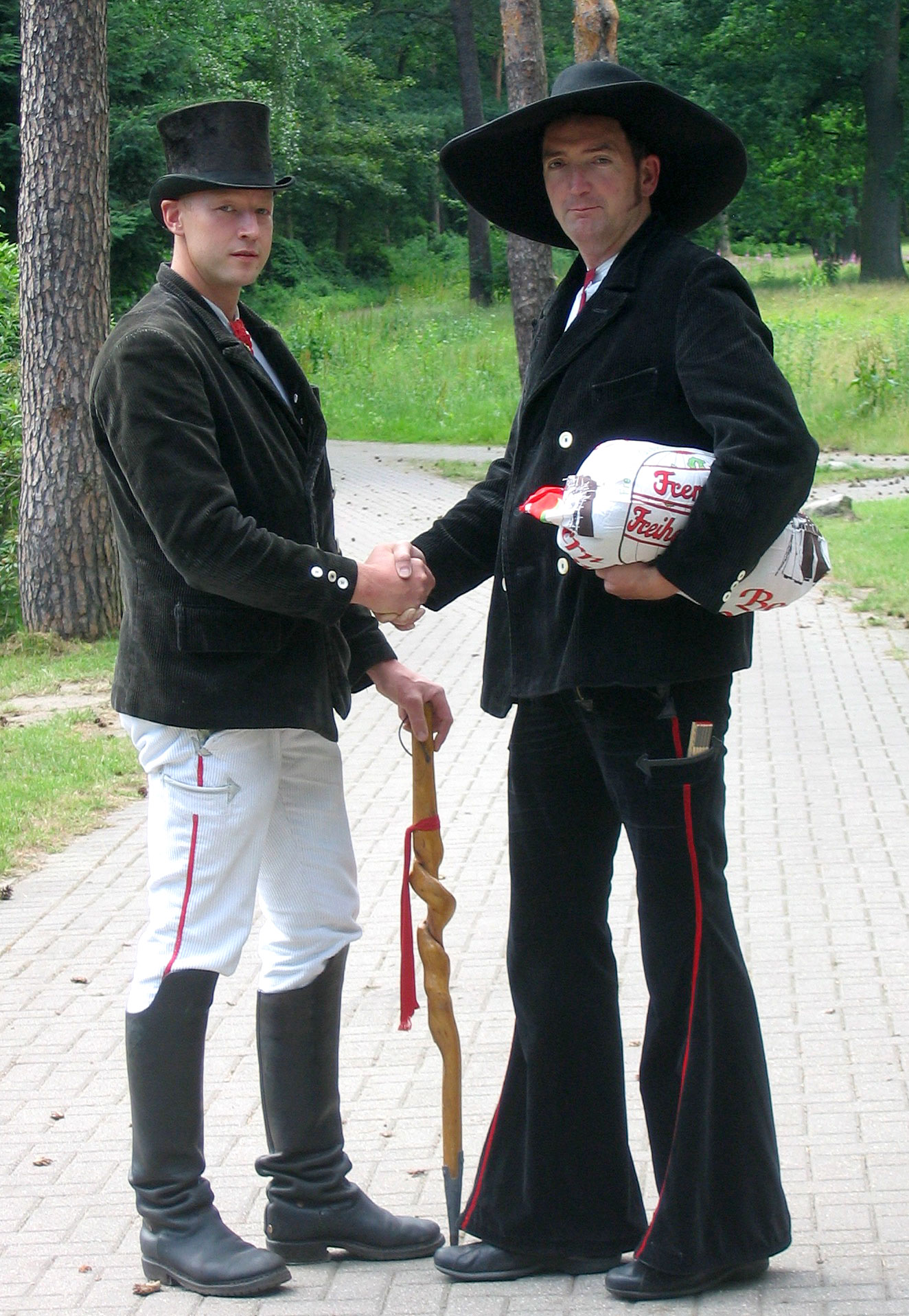
Странствующие подмастерья. 2006 год

Странствующий подмастерье — подмастерье, использующий традиционный для Германии способ накопления мастерства ремесленниками разных профессий — обучение в процессе странствий, которое помогает осваивать живой опыт мастеров своего дела и приобретать в процессе работы с ними квалификацию плотников, каменщиков, кровельщиков, печников, ювелиров, портных, керамистов и так далее. После завершения такого способа обучения подмастерья становятся равноправными членами своей профессиональной гильдии, что при найме на работу даёт им явные преимущества по сравнению с выпускниками ремесленных училищ, не обременявшими себя тяготами странствий.

## Наименование
Для наименования этой традиции немцы используют разные слова и выражения (нем. Wanderjahre, Wanderschaft, Walz, Tippelei, Gesellenwanderung, auf die Walze gehen, walzen), которые переводятся на русский язык как: быть странствующим подмастерьем, странствовать, отправляться в путь, находиться в пути. Все эти названия подразумевают обучение ремеслу у разных мастеров во время странствий по стране, а не в учебном заведении. Странники-подмастерья при общении между собой используют специфический, понятный только им жаргон ротвельш (Rotwelsch). Представляются они без фамилии, ограничиваясь именем и названием профессии, например, «Ганс — странствующий столяр», а часто вообще без имени «прохожий» (Schnack). Обращаясь к публике, часто используют рифмованные тексты.

## История

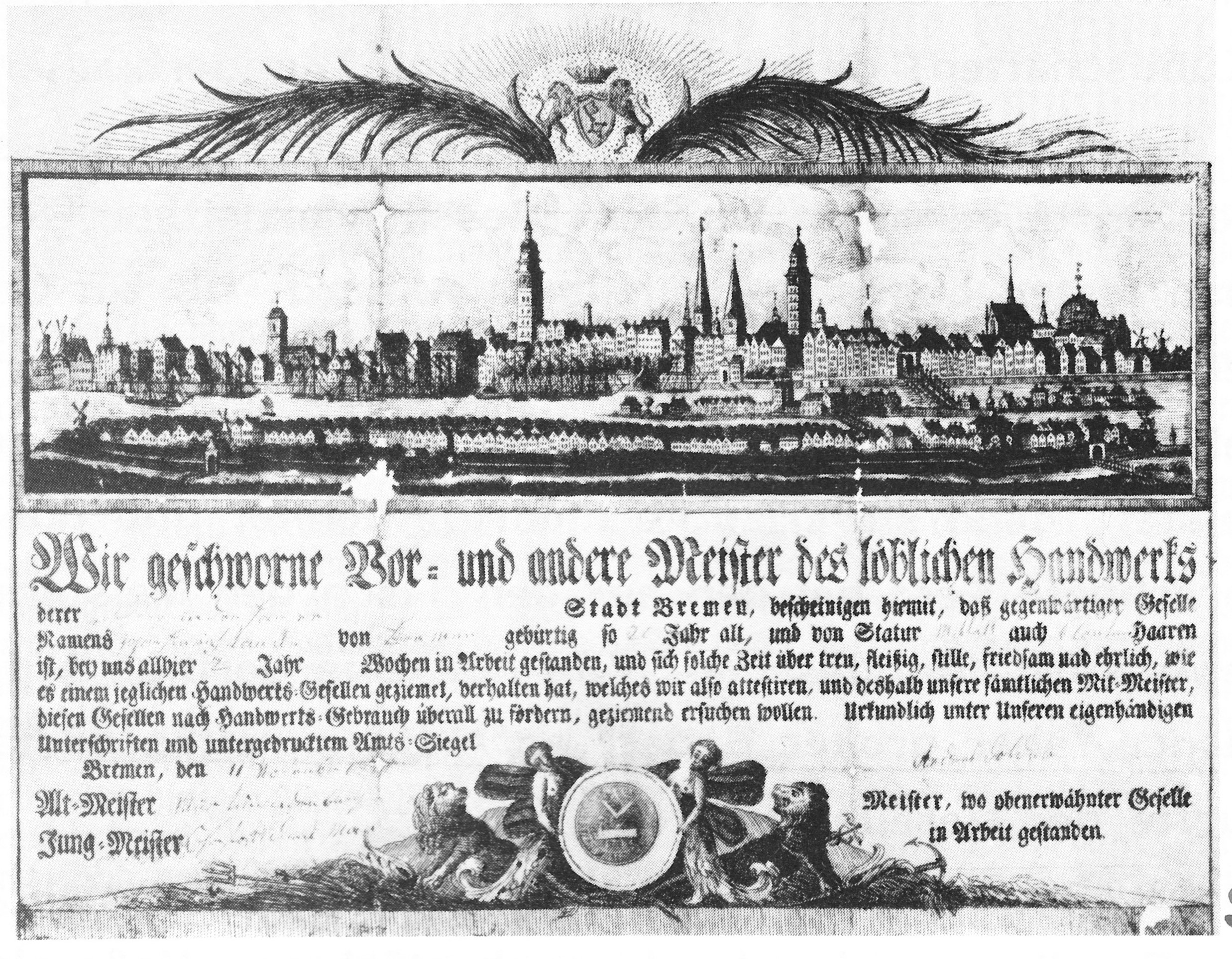
Сертификат подмастерья столяра. Бремен, 1818 год

Традиция возникла в Позднем Средневековье и до начала индустриализации была обязательным условием дальнейшего профессионального образования учеников после их перехода в статус подмастерья.
В народных сказках, собранных и обработанных братьями Гримм, нередко фигурируют странствующие подмастерья, например, «Столик-накройся, золотой осёл и дубинка из мешка», «Храбрый портняжка» и так далее. По ходу истории отрабатывались документально закреплённые правила, согласно которым подмастерье обязан перед началом странствия обратиться к ремесленнику-профессионалу, у которого есть право обучать конкретному ремеслу (каменщика, плотника, гончара, скорняка, портного и так далее). Допускается обучение у нескольких профессионалов, поэтому подмастерья и переходят из одного города в другой, за что их часто называют «скитальцами». Они должны иметь разрешение местной Палаты промышленности и ремёсел. С 1730 по 1820 годы подмастерьям разных гильдий после завершения периода их успешной работы (под руководством мастера) выдавался сертификат в виде гравюры с подписью и с печатью. Позднее вместо этого были введены рабочие книжки для внесения в них сроков обучения у мастеров, наименований выполненных заказов и прочих важных дополнений, включая сертификат. Оплата работ «скитальцев» осуществляется по установленному тарифу, с учётом социального и медицинского страхования. Только предъявляя рабочую книжку, подмастерье может обращаться за финансовой поддержкой.
Правила со временем видоизменялись и уточнялись. Возраст подмастерьев должен быть не старше 30 лет. Период странствий — три года и один день (см. интернатура). Работать за границей разрешается после двух лет ученичества. Во время странствий необходимо регулярно появляться в местных ратушах. Передвигаться на собственной машине нельзя, только пешком или автостопом. Поездами и автобусами пользоваться не запрещено, но считается неэтичным. Задерживаться в одном месте предлагается не дольше трёх месяцев. Странствующий подмастерье не должен приближаться к месту своего постоянного проживания ближе, чем на 50 километров.

Пример рабочей книжки подмастерья скорняка
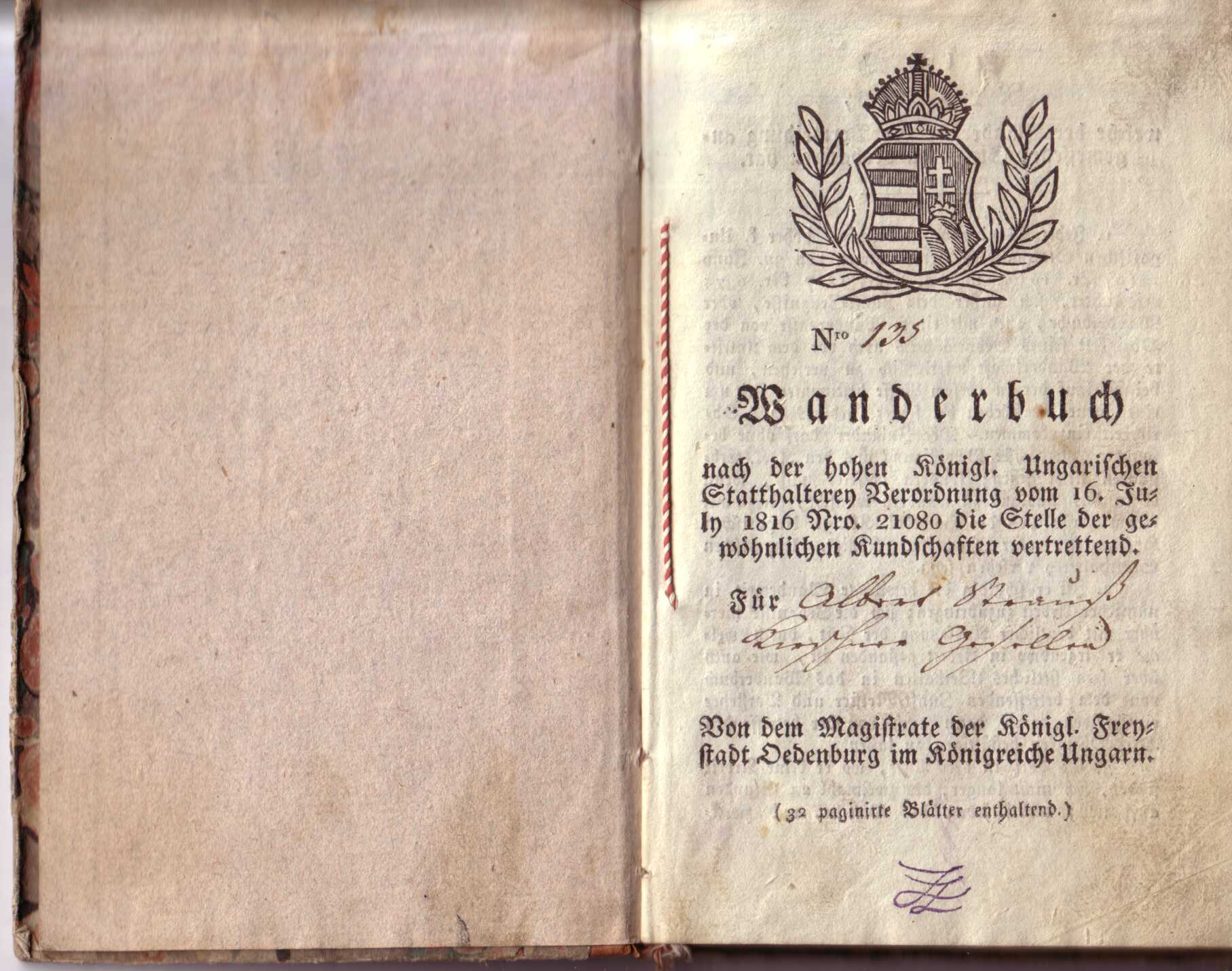
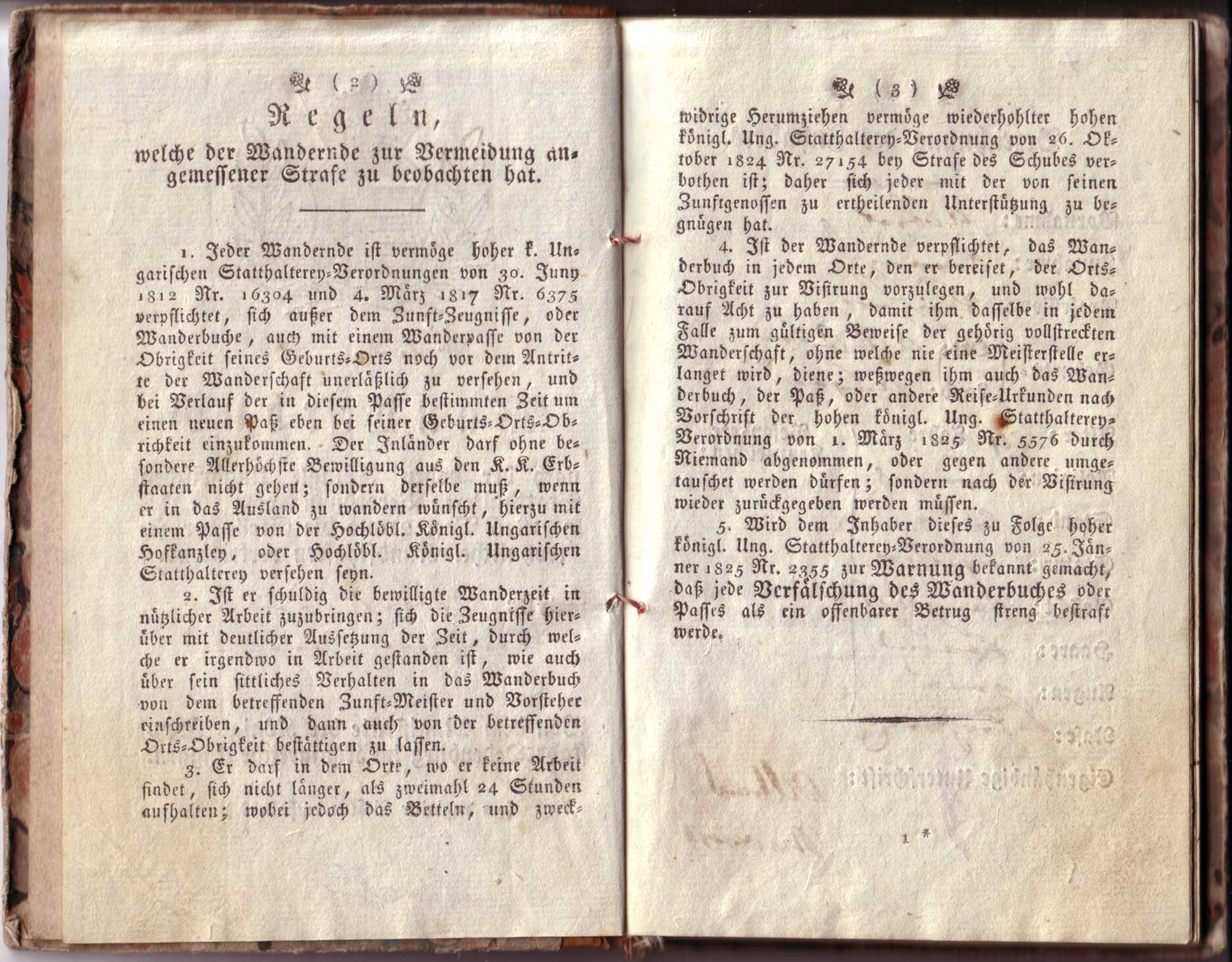
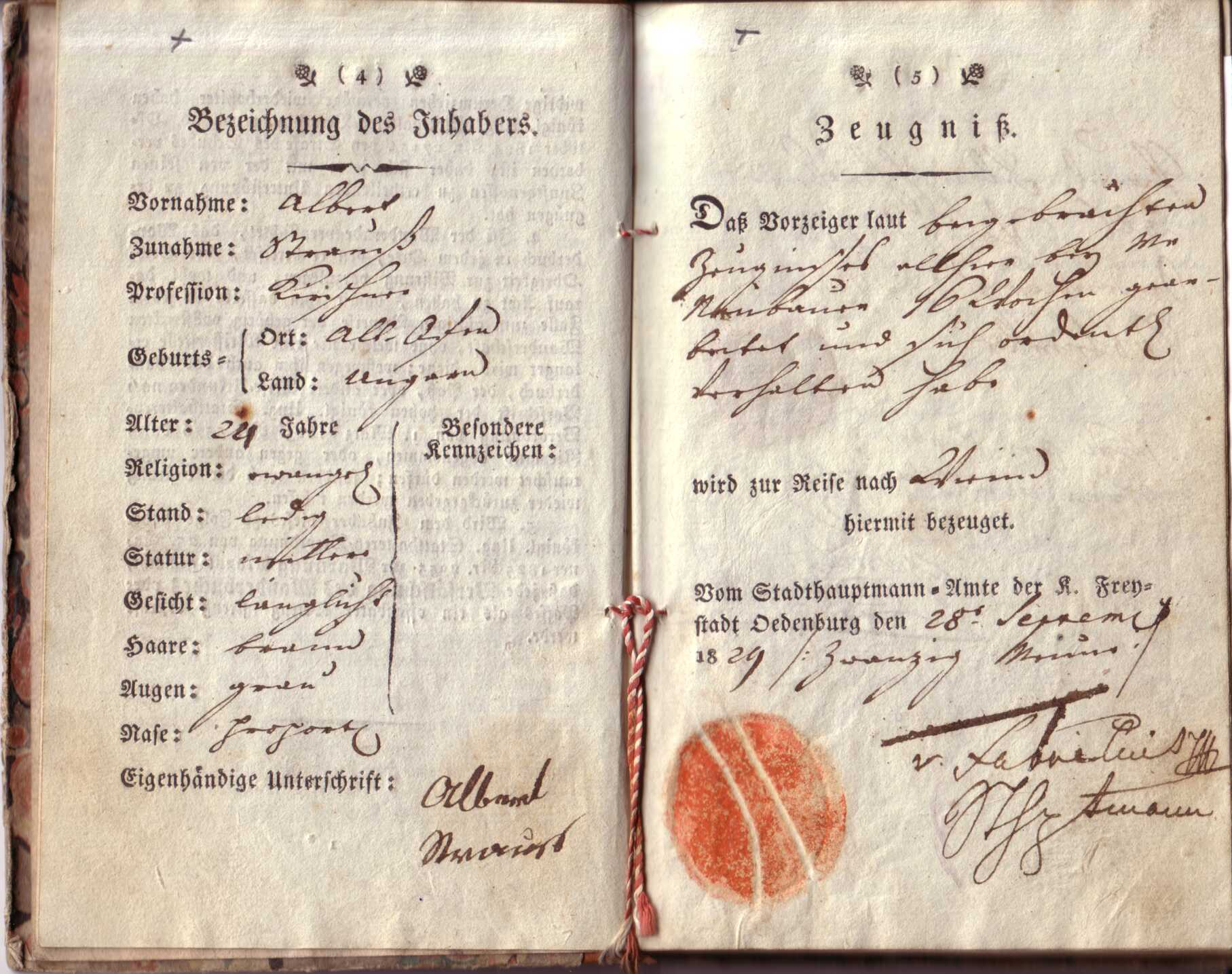

## Отличительные особенности
В ухе «скиталец» по традиции носит золотую серьгу (Ohrring) с инициалами подмастерья и гербом гильдии, что служит своеобразным вложением капитала и страховкой от возможного безденежья и других несчастий. Но если подмастерье нарушает законы гильдии, серьгу в наказание могут вырвать, повредив ухо. С этим связывают негативную кличку «рваное ухо» (Schlitzohr), что подразумевает пройдоху.

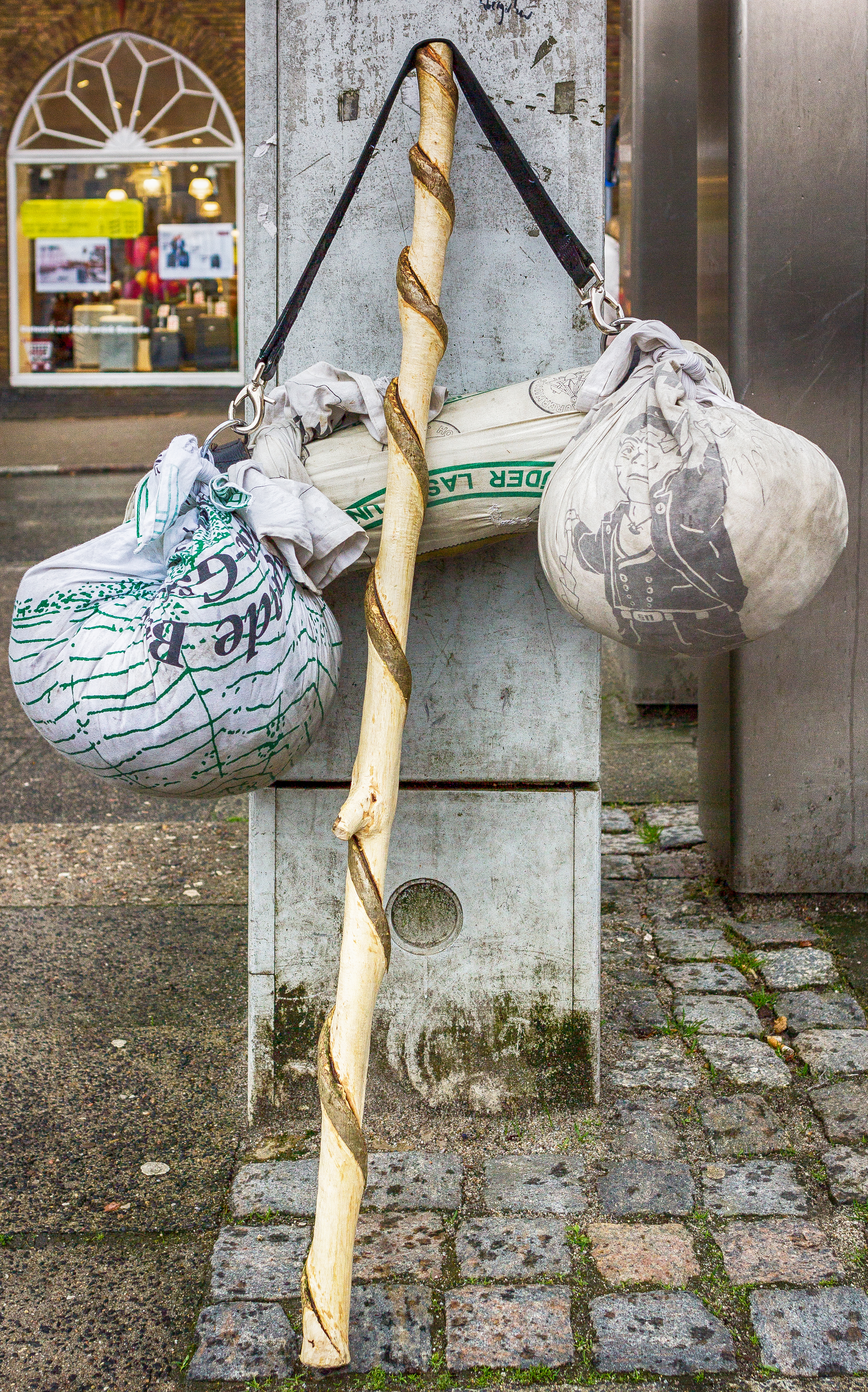
Посох и поклажа современного подмастерья

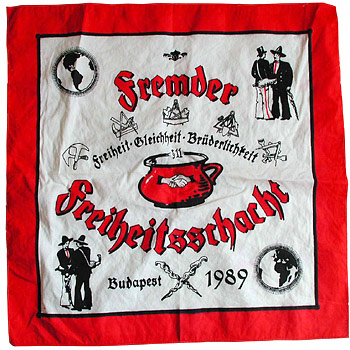
Платок для упаковки имущества подмастерья

Деревянный посох странника (Wanderstock) — очень важный атрибут «скитальца». Он служит надёжной опорой при ходьбе по просёлочным дорогам особенно в непогоду (при дожде, ураганном ветре, снежной метели). Посох помогает отбиваться от нежданных нападений, выполняя роль дубинки. Во время непредвиденного ночлега вдали от селений посох служит вешалкой для одежды. Свой посох подмастерье делает сам, сначала отыскивая в лесу скрюченный ствол дикой вишни, чтобы его Wanderstock получился витым. Часто встречаются разные варианты украшения посохов ручной резьбой.
Традиционная одежда «клюфт» (Kluft) в разных гильдиях слегка варьируется прежде всего по цвету. Чёрного цвета обязательно должна быть обувь (ботинки или сапоги), а также головной убор (шляпа с широкими полями или в виде котелка). Костюм состоит из двубортного пиджака, расклёшенных внизу брюк, двубортной жилетки с глубоким вырезом, белой рубашки без воротника с галстуком, специфичным для конкретной гильдии. На фоне тёмного вельвета, типичного материала для «клюфта», хорошо видны большие светлые пуговицы. Шесть пуговиц на пиджаке означают шестидневную рабочую неделю, восемь пуговиц на жилетке — восьмичасовой рабочий день. Современные подмастерья заказывают пошив «клюфта» в двух экземплярах, чтобы для появления в официальных местах иметь наготове чистый костюм, не испачканный в дороге.
Своё имущество при упаковке подмастерье туго скатывает в платок (размером 80×80 см или больше). Название платка «Шарлоттенбургер» (сокращённо «Шарли») исторически связано с прусским Шарлоттенбургом, где было принято решение заменить ранцы ремесленников на платки из гигиенических соображений. После преобразования города в район Берлина платок получил второе равноправное название «берлинер».

## Современность

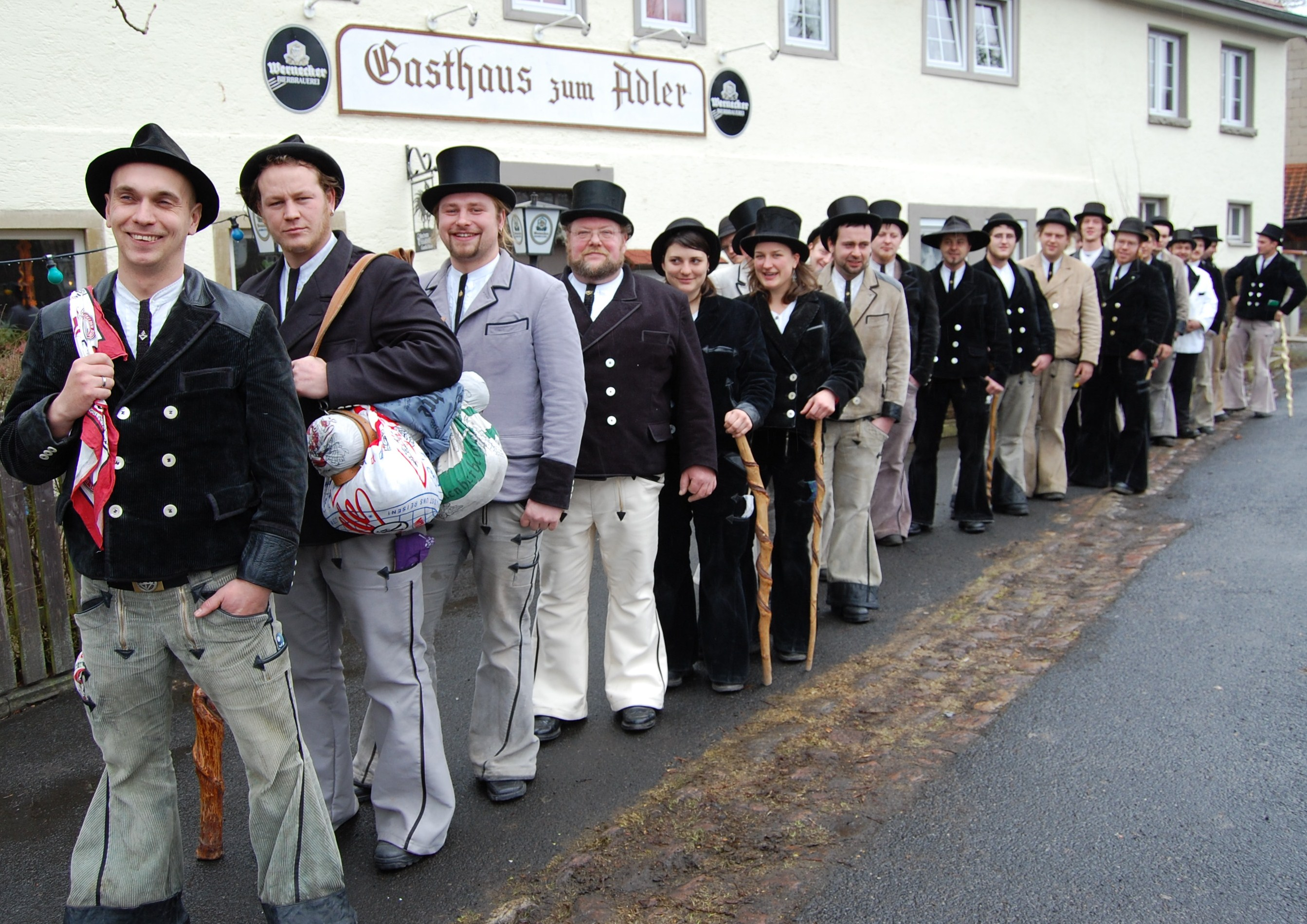
Подмастерья и мастера. Встреча в 2010 году. Бад-Киссинген

Внутри Германии число странствующих подмастерьев со временем уменьшается, но 800-летняя традиция продолжает жить, так в 2010 году таким способом учились мастерству более 450 немецких ремесленников.
Наряду с Германией на современном этапе новые поколения в разных странах Европы (в Швейцарии, Франции, Бельгии, Голландии, Австрии) проявляют интерес к подобному накоплению профессионального опыта. Термин (дат. Naver på valsen), состоящий из слов Naver (сокращение от Skandi-Naver) и på valsen (аналог walzen), означает скандинавских парней (датских, шведских, норвежских), странствующих в поисках работы.
В современной Франции есть сообщество «Тур де Франс» (фр. Tour de France du Compagnonnage, не связанное с велогонкой Тур де Франс, которое объединяет странствующих подмастерьев и оказывает им поддержку по типу студенческой корпорации.
В островной Великобритании (в отличие от материковой Европы) утрачена традиция обучения подмастерьев в ходе их передвижений по стране. В английском языке сохранилось значение слова (Journeyman) как ремесленник, работающий обычно подённо, и как подмастерье, разъезжающий по миру. Расширение общения за пределами своей страны становится нормальной практикой современных ремесленников.
В своеобразную рекламу этого движения превращаются регулярные встречи подмастерьев в разных городах, где они обмениваются опытом и рассказами об интересных событиях. Такие встречи открыты не только для завсегдатаев (друзей и родственников), но и для новичков, желающих самостоятельно начать путь странствий ради повышения своего ремесленного мастерства.

## Известные личности, бывшие подмастерьями
- Август Бебель (токарь по дереву)
- Якоб Бёме (сапожник)
- Фридрих Эберт (шорник)
- Альбрехт Дюрер (живописец и график)
- Вильгельм Газенклевер (кожевник)
- Адольф Кольпинг (сапожник)
- Иоганн Йозеф Мос (переплётчик)
- Адам Опель (механик)
- Вильгельм Пик (столяр)
- Ганс Сакс (сапожник)
- Вальтер Ульбрихт (столяр)

## Фильмы
- 2005 — «Смерть в странствии»[нем.]. Эпизод №613 в телесерии «Место происшествия», Bayerischer Rundfunk. Режиссёр: Martin Enlen. Сценарий: Markus Fenner. Актёры: Miroslav Nemec, Udo Wachtveitl, Lisa Maria Potthoff, Elmar Wepper, Maximilian Brückner u. a. Als Hörbuch gelesen von Miroslav Nemec, Der Audio Verlag 2008, ISBN 978-3-89813-794-2 (нем.)
- 2007 — «Для неизвестной собаки»[нем.]. Игровой фильм. Сценарий, режиссура и производство: Benjamin Reding und Dominik Reding. Актёры: Lukas Steltner, Ferris MC Sascha Reimann, Zarah Löwenthal, Hedi Kriegeskotte u. a. (нем.)
- 2009 — «В странствии»[нем.]. Документальный фильм. Режиссёр и оператор: Julia Daschner, Aries Filmverleih. Гамбург (нем.)
- 2010 — «Странствующая Матильда» (Walzing Mathilde). Эпизод №10 в первом сезоне телесерии «С видом на убийство»[нем.], Das Erste (нем.)
- 2015 — «Странствующие женщины» (Weiberwalz). Документальный фильм по заказу: MDR (нем.)